# Paraphasmophaga dissita
Paraphasmophaga dissita là một loài ruồi trong họ Tachinidae.